# Microsteira humbertii
Microsteira humbertii är en tvåhjärtbladig växtart som beskrevs av Arenes. Microsteira humbertii ingår i släktet Microsteira och familjen Malpighiaceae. Inga underarter finns listade i Catalogue of Life.